# Elizabethtown (Indiana)
Elizabethtown – miasto w Stanach Zjednoczonych, w stanie Indiana, w hrabstwie Bartholomew.